# ویل کلوز دو کنکارنو
ویل کلوز دو کنکارنو (فرانسوی: Ville close de Concarneau‎) یک دیوار تدافعی ساخته شده در قرن های ۱۵ و ۱۶ در کنکارنو فرانسه است.